# Авестански језик
Авестански језик је изумрли језик из групе североисточноиранских језика, којим се говорило до 8. века п. н. е. На авестанском су написане свете химне и канони зороастријанске Авесте. Авестански језик постоји у два облика: стари авестански (гатски авестански) и млади авестански језик.